# Cámara de Senadores de la Provincia de Córdoba
La Cámara de Senadores de la Provincia de Córdoba (vigente desde el 29 de mayo de 1871 hasta el 9 de diciembre de 2001) fue un órgano constitucional, de carácter representativo e integración pluripersonal o colegiado, que desempeñaba, conjuntamente con la Cámara de Diputados de la Provincia de Córdoba, la función legislativa y de control político de los poderes ejecutivo y judicial en la provincia de Córdoba.
Con la modificación a la constitución provincial en 2001, fue sucedida por la Legislatura de la Provincia de Córdoba.

## Orígenes
El 17 de septiembre de 1870 se sancionó la cuarta Constitución de la provincia de Córdoba que, luego de cuarenta y nueve años de representación unicameral, estableció un Poder Legislativo bicameral al crear un Senado y una Cámara de Diputados. El primer presidente de este cuerpo legislativo fue Agustín Patiño, Vicegobernador de Córdoba.
La introducción del sistema de doble representación o diarquía legislativa, receptó opiniones favorables y desfavorables a lo largo de su vigencia. Sus defensores sostuvieron que el procedimiento bicameral es más adecuado para el estudio profundizado de las leyes. En tanto, sus detractores sostenían que, a diferencia de la diarquía en la antigua Roma creada para evitar la omnipotencia del poder público, el sistema bicameral le permitió al Poder Ejecutivo atenuar los efectos de la oposición al dilatar el procedimiento de formación y sanción de las leyes y crear antagonismos intralegislativos.
La Constitución de la Nación Argentina, al fijar la cláusula de garantía federal, establecida en su Artículo Quinto, no exige una modalidad específica de organización de la función legislativa en las provincias. De allí, que cada provincia, en el libre ejercicio de su poder constituyente, pueda establecer cualquier sistema de representación legislativa. Sin embargo, prestigiosos juristas y autores doctrinarios de Córdoba enseñaban que las provincias debían tener una sola Cámara porque no existían razones válidas para hacer lo contrario.
Así, el Senado de Córdoba no representaba ni a estados federados, como en el orden Nacional; ni a una clase social distinta, como la de los Lores del Parlamento británico; ni a intereses corporativos, como la Legislatura del Chaco de la Constitución de 1954. Sus integrantes eran votados en Departamentos, divisiones administrativas que adopta la provincia de Córdoba, sin entidad institucional, ni con base en un censo.

## Integración colegiada o pluripersonal
Los senadores, conforme a la Constitución de 1987, eran elegidos directamente y a simple pluralidad de sufragios por el pueblo de los veintiséis (26) Departamentos en que se divide la provincia de Córdoba.
Los Departamentos cuya población no excediera los sesenta mil (60.000) habitantes eligen un (1) senador, los que tengan entre sesenta mil (60.000) y cien mil (100.000) elegían dos (2), que corresponden a la mayoría; los que tengan entre cien mil (100.000) y trescientos mil (300.000) elegían seis (6), de los que corresponden tres (3) a la mayoría, dos (2) al partido que le sigue en orden y uno (1) al que resulte tercero; y los que tengan más de trescientos mil (300.000) elegían ocho (8) senadores, de los que corresponden cuatro (4) a la mayoría, tres (3) al partido que le sigue en orden y uno (1) al que resulte tercero en la elección.
La Cámara de Senadores dictaba su propio Reglamento interno y podía, con el voto de los dos tercios de sus miembros corregir y aun excluir de su seno a cualquiera de ellos por desorden de conducta en el ejercicio de sus funciones o por indignidad, y removerlo por inhabilidad física o psíquica sobreviviente a su incorporación; aunque bastaba el voto de la mayoría de los miembros presentes para decidir sobre la renuncia que voluntariamente hicieren de sus cargos.

## Incorporación
En el mismo acto eleccionario se elegía igual número de senadores suplentes; se consideraban tales a los integrantes titulares de las listas de candidatos propuestos que no resultaron elegidos. Producida una vacante, se cubre de la siguiente forma:
1º. Por el candidato titular que no hubiese resultado electo.
2º. Por los suplentes en el orden establecido en la lista partidaria.
El suplente completa el período del titular que reemplace. Agotada la lista de titulares y suplentes, el Senado comunica al Poder Ejecutivo para que convoque en forma inmediata a nueva elección.

## Requisitos de elegibilidad
El Artículo 85.º de la Constitución de 1987 establecía tres requisitos para ser elegido Senador de la Provincia de Córdoba:
1º. Haber cumplido la edad de treinta años.
2º. Tener ciudadanía en ejercicio con una antigüedad mínima de cinco años.
3º. Tener residencia en el Departamento al que represente en forma inmediata y continua durante los dos años anteriores a su elección. A tales efectos no causa interrupción la ausencia motivada por el ejercicio de funciones políticas o técnicas al servicio del Gobierno Federal o de la Provincia.

## Inhabilidades, incompatibilidades y prohibiciones
No podían ser miembros del Poder Legislativo: los integrantes de fuerzas armadas y de seguridad en actividad, los excluidos del registro electoral y los inhabilitados por leyes nacionales o provinciales.
El cargo de legislador era incompatible con:
1º. El ejercicio de función en el Gobierno Federal, las provincias o los municipios, con excepción de la docencia en cargo de dedicación simple, y las comisiones honorarias eventuales para cuyo desempeño se requiere autorización previa de la Cámara respectiva.
2º. Todo otro cargo de carácter electivo nacional, provincial o municipal, excepto los de Convencional Constituyente o Convencional Municipal .
3º. El ejercicio de funciones directivas o de representación de empresas beneficiadas con concesiones por parte del Estado.
Los empleados de la Administración Pública Provincial o Municipal, que resultaren electos legisladores titulares, quedaban automáticamente con licencia sin goce de sueldo por el tiempo que durara su función.
Asimismo, ningún legislador podía patrocinar causas de contenido patrimonial en contra de la Nación, de la Provincia, o de los Municipios, salvo en caso de actuar por derecho propio.

## Mandato y sesión
Los Senadores duraban cuatro años en sus funciones y eran reelegibles indefinidamente. La Cámara se constituía por propia convocatoria en sesiones ordinarias todos los años, desde el 1 de marzo hasta el 30 de noviembre. 
Ambas Cámaras, reunidas en Asamblea presidida por el presidente del Senado, abrían y cerraban sus sesiones ordinarias e invitaban al Poder Ejecutivo, en el primer caso, para que concurra a dar cuenta del estado de la administración y, en el segundo, únicamente para mayor solemnidad del acto. Comenzaban y concluían sus sesiones simultáneamente. Ninguna de ellas, mientras se hallaren reunidas, podían suspender sus sesiones por más de cuatro (4) días sin el consentimiento de la otra.
Las sesiones ordinarias podían ser prorrogadas por el Poder Ejecutivo o por decisión de ambas cámaras. Durante el receso quedaban suspendidos los plazos. Podía ser convocada a sesiones extraordinarias por el Poder Ejecutivo, o por alguno de sus presidentes a solicitud escrita de una cuarta parte de los miembros de la Cámara. En este caso, solo podía ocuparse del objeto u objetos para los que hubiera sido convocada.
Las sesiones de eran públicas, a menos que un grave interés declarado por ella misma, exigiera lo contrario. Entraba en sesión con más de la mitad de sus miembros, pero un número menor podía compeler a los ausentes para que concurrieran a las sesiones en los términos y bajo las sanciones que fijara el Reglamento Interno.

## Autoridades
El Vicegobernador de Córdoba era presidente del Senado, sin derecho de voto sino en caso de empate. Asimismo, el Senado nombraba en su seno un presidente provisorio que presidía las sesiones en caso de ausencia del vicegobernador o cuando este ejerciera las funciones de gobernador. El presidente provisorio tenía voz y voto en las deliberaciones del cuerpo.

## Competencias
La Cámara de Senadores de la Provincia de Córdoba tenía competencia exclusiva para:
1º. Iniciar la reforma de esta Constitución.
2º. Juzgar a los acusados por la Cámara de Diputados; sus miembros deben prestar juramento para este acto.
3º. Dar acuerdo en sesión secreta para el nombramiento de magistrados y funcionarios del Poder Judicial.
En forma conjunta, con la Cámara de Diputados de la Provincia de Córdoba, el Senado de la Provincia de Córdoba podía:
1°. Dictar todas las leyes que sean necesarias para hacer efectivos los derechos, deberes y garantías consagrados por esta Constitución sin alterar su espíritu.
2°. Aprobar y desechar los tratados y acuerdos para la gestión de intereses provinciales y la coordinación y unificación de servicios similares con el Estado Federal, las demás provincias, los municipios y entes públicos ajenos a la Provincia, con aprobación de la Legislatura y dando cuenta oportunamente al Congreso de la Nación Argentina, en su caso. 
Aprobar y desechar los convenios celebrados, con idénticos requisitos, con otras naciones, entes públicos o privados extranjeros y organizaciones internacionales, sin afectar la política exterior a cargo del Gobierno Federal.
3°. Admitir o rechazar las renuncias que presenten el Gobernador o el Vicegobernador reunidas ambas Cámaras para tal objeto.
4°. Resolver sobre las licencias del Gobernador y del Vicegobernador para salir fuera de la Provincia, cuando sus ausencias abarquen un período mayor de quince días.
5°. Instruir, reunidos en Asamblea con los dos tercios de los votos de los miembros de la misma, a los Senadores Nacionales para su gestión, cuando se trate de asuntos en que resulten involucrados los intereses de la Provincia .
6°. Convocar a elecciones provinciales si el Poder Ejecutivo no lo hace en término y con la anticipación determinada por la ley.
7°. Establecer los límites de las regiones de la Provincia que modifiquen el actual sistema de Departamentos, con dos tercios de votos de los miembros de cada Cámara.
8°. Autorizar con dos tercios de votos de los miembros presentes el abandono de jurisdicción de parte del territorio provincial, con objeto de utilidad pública; y autorizar con dos tercios de votos de los miembros de cada Cámara, la cesión de propiedad de parte del territorio de la Provincia con el mismo objeto. Cuando la cesión importe desmembramiento del territorio, la ley que así lo disponga debe ser sometida a referéndum de la ciudadanía.
9°. Dictar planes generales sobre cualquier objeto de interés regional, y dejar a las respectivas Municipalidades su aplicación.
10°. Dictar la ley orgánica municipal, conforme a lo que establece esta Constitución. En caso de fusión llamar a referéndum a los electores de los Municipios involucrados. Dictar leyes especiales que deleguen competencias de la Provincia a los Municipios.
11°. Disponer con los dos tercios de los votos de cada Cámara, la intervención a las Municipalidades de acuerdo con esta Constitución.
12°. Dictar la ley orgánica de educación de conformidad con los principios dispuestos en esta Constitución.
13°. Legislar sobre el desarrollo industrial y tecnológico, inmigración y promoción económica y social. Establecer regímenes de estímulo a la radicación de nuevas actividades productivas.
14°. Dictar la ley orgánica del Registro del Estado Civil y Capacidad de las Personas.
15°. Legislar sobre el uso y enajenación de las tierras de propiedad del Estado Provincial . Dictar leyes de colonización que aseguren una más productiva y racional explotación de los recursos agropecuarios.
16°. Dictar la ley de expropiaciones y declarar la utilidad pública a tales efectos.
17°. Dictar una ley general de jubilaciones, retiros y pensiones, sobre la base de un descuento obligatorio sobre los haberes para todos los cargos. Esta ley solo puede reformarse con un intervalo mínimo de ocho años. En ningún caso puede acordar jubilaciones, pensiones o dádivas por leyes especiales que importen un privilegio que difiera del régimen general.
18°. Dictar la ley orgánica de la Policía de la Provincia y del Servicio Penitenciario Federal
19°. Dictar normas generales sobre la preservación del recurso suelo urbano, referidas al ordenamiento territorial y protectoras del medio ambiente y del equilibrio ecológico.
20°. Dictar las leyes de Partidos Políticos y Electoral.
21°. Dictar las leyes que establecen los procedimientos de Juicio Político y del Jurado de Enjuiciamiento.
22°. Dictar los códigos y leyes procesales.
23°. Crear y suprimir empleos y legislar sobre todas las reparticiones, oficinas y establecimientos públicos, con determinación de las atribuciones y responsabilidades de cada funcionario. Esta legislación debe tener en cuenta la política de reforma administrativa propuesta por esta Constitución.
24°. Dictar el estatuto, el régimen de remuneraciones, y reglar el escalafón del personal de los Poderes y órganos del Estado Provincial.
25°. Legislar sobre la descentralización de servicios de la Administración y la creación de empresas públicas, sociedades del Estado, bancos y otras instituciones de crédito y ahorro.
26°. Aprobar la ejecución de obras públicas exigidas por el interés de la Provincia.
27°. Considerar el presupuesto general de gastos y cálculo de recursos que remite el Poder Ejecutivo antes del quince de octubre para el período siguiente o por uno mayor, siempre que no exceda el término del mandato del Gobernador en ejercicio. Dictar su propio presupuesto, el que se integra al presupuesto general, y fijar las normas respecto de su personal. Aumentar el número y el sueldo de los agentes de las reparticiones públicas, a propuesta del Poder Ejecutivo. La ejecución de leyes sancionadas por la Legislatura y que importen gastos se realiza a partir del momento en que existan fondos disponibles en el presupuesto, o se creen los recursos necesarios para satisfacerlos.
28°. Proceder a sancionar dicho presupuesto sobre la base del vigente, si el Poder Ejecutivo no presenta el proyecto antes del término que fija esta Constitución.
29°. Aprobar o desechar las cuentas de inversión del año fenecido, dentro del período ordinario en que se remitan. Si no son observadas en ese período, quedan aprobadas.
30°. Establecer tributos para la formación del tesoro provincial.
31°. Autorizar al Poder Ejecutivo, con el voto de dos tercios de los miembros presentes en cada Cámara, a contraer empréstitos.
32°. Dictar la ley orgánica del uso del crédito público y arreglar el pago de las deudas del Estado Provincial.
33°. Sancionar leyes de coparticipación tributaria para las Municipalidades y aprobar subsidios para estas.
34°. Reglamentar la organización y funcionamiento del cargo de Defensor del Pueblo y designar a dicho funcionario con el voto de los dos tercios de los miembros de cada Cámara reunidos en Asamblea.
35°. Conceder amnistías generales.
36°. Otorgar honores y recompensas de estímulo por servicios de gran importancia prestados a la Provincia, los que no pueden disponerse a favor de los funcionarios durante el desempeño de sus cargos.
37°. Reglar el poder de policía en materia de autorización y represión de juegos de azar, cuyo ejercicio compete en forma exclusiva a la Provincia, a través de los organismos que ella determina.
38°. Promover el bienestar común mediante leyes sobre todo asunto de interés general que no corresponda privativamente al Gobierno Federal.
39°. Dictar todas las leyes y reglamentos que sean convenientes para poner en ejercicio los poderes antecedentes y todos los otros concedidos por la presente Constitución al Gobierno de la Provincia.

## Relacionados
1. Anexo:Vicegobernadores de la provincia de Córdoba
2. Anexo:Presidentes de la Cámara de Senadores de la provincia de Córdoba

- Datos: Q5795794